# Boudewijn V van Vlaanderen
Boudewijn V van Rijsel, ook bijgenaamd de Grote (ca. 1013 – Rijsel?, 1 september 1067), zoon van Otgiva van Luxemburg en Boudewijn IV van Vlaanderen, volgde zijn vader op in 1035 als graaf van Vlaanderen tot aan zijn dood.

## Biografie
In 1028 huwde hij met Adela van Frankrijk (1009 - Mesen, 8 januari 1079), dochter van koning Robert II van Frankrijk en Constance van Arles. Zij was eerder verloofd geweest met hertog Richard III van Normandië die echter in 1027 overleed. Adela zou de drijvende kracht zijn geweest achter Boudewijns opstand tegen zijn vader, Boudewijn IV, om een groter aandeel in het bestuur te krijgen.  Boudewijn IV moest naar Normandië vluchten. Hij trouwde met Eleonora van Normandië, dochter van Richard II van Normandië. Hij wist met Normandische steun de opstand van zijn zoon snel te onderdrukken (12 september 1028 te Oudenaarde). In 1030 verzoende Boudewijn zich met zijn vader en kreeg inderdaad een taak in het bestuur. 
In 1035 werd Boudewijn graaf van Vlaanderen als opvolger van zijn vader. Boudewijn verwierf Zeeland en Lens (Frankrijk). 
Nadat zijn vader al in 1033 de burcht Ename had vernield, sloot hij zich vanaf 1045 aan bij de rebellie van hertog Godfried II van Lotharingen. Ze plunderden de palts van Nijmegen en stichtten branden te Verdun. Daarom werd in 1047 Boudewijn zijn Duitse rijkslenen ontnomen, in het bijzonder de mark Valencijn die aan Reinier van Hasnon (vader van Richilde van Henegouwen) werd toegewezen.
In 1049 sloeg keizer Hendrik III terug en dreef Vlaanderen terug op eigen bodem. Dit gebeurde nogmaals in 1054. 
Na het overlijden van keizer Hendrik III (1056) en als gevolg van de minderjarigheid van diens zoon Hendrik IV voerden de Lotharingse rijksedelen, aartsbisschop Anno II van Keulen en paltsgraaf Hendrik I van Lotharingen, vredesbesprekingen over de toestand van het rijk te Andernach (1056/1057 en 1059/1060).  
Tussen april 1062 en uiterlijk 4 augustus 1063 verkreeg Boudewijn uiteindelijk op legitieme wijze de mark Ename. Het was een belangrijk Lotharingse markgraafschap gelegen ten oosten van de Schelde, van oudsher op de scheidingslijn tussen Frankrijk en het Duitse rijk. Hij consolideerde aldus met succes de door zijn vader ingezette politiek om als Frans vazal ook Duitse rijkslenen te verwerven. Zijn opvolgers werden aldus leenmannen van de keizer. Het betrokken Lotharings gebied wordt daarom Rijks-Vlaanderen genoemd.

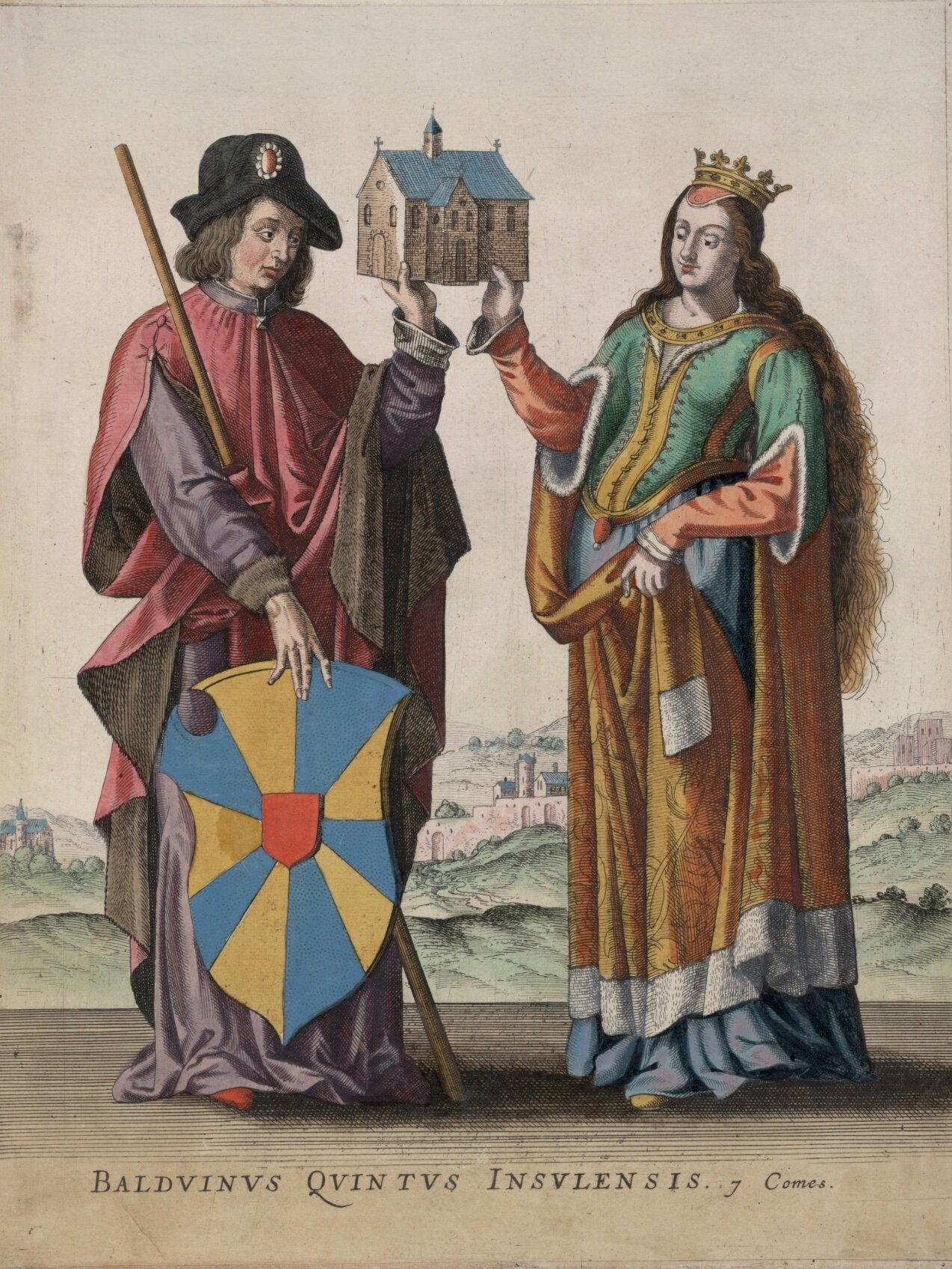
Graaf Boudewijn V, van Rijsel (afbeelding uit Flandria illustrata, 1641)

Boudewijn dwong Richilde van Henegouwen, weduwe van Herman van Bergen (overleden 1051), tot een huwelijk met zijn zoon Boudewijn (VI). Door zijn toedoen werden de kinderen uit Richildis' eerste huwelijk van hun erfrechten beroofd en lijfde hij de facto Henegouwen bij Vlaanderen in. Na de verzoening met de Duitse keizer werd ook dit wegens bloedverwantschap canoniek ongeldige huwelijk door de paus kort nadien gelegitimeerd.
Boudewijn bood in 1049 onderdak aan de verbannen Swein Godwinson, graaf van Herefordshire. In 1051 bood hij ook onderdak aan diens verbannen vader Godwin van Wessex. 
Kort voor zijn dood steunde Boudewijn V nog de expeditie naar Engeland (1066) van zijn schoonzoon Willem de Veroveraar, die gehuwd was met zijn dochter Mathilde van Vlaanderen. Deze stellingname was echter niet zonder risico's: de opkomst van het Anglo-Normandisch blok, dat voor Vlaanderen gevaarlijk kon worden, werd er niet door tegengewerkt. Een van de redenen van Boudewijns keuze was waarschijnlijk dat hij op die manier de kans zag om een deel van de dissidente adel die Willem op zijn tocht vergezelde, kwijt te raken.
Door het huwelijk van Boudewijns tweede zoon, Robrecht de Fries, met Geertrui, weduwe van de graaf van Holland, strekte de Vlaamse invloedssfeer zich over een groot deel van de Nederlanden uit. 
Zo groot was Boudewijns aanzien, dat hij bij de dood van de koning Hendrik I van Frankrijk (1060) voogd werd over diens minderjarige troonopvolger Filips I.
Op het binnenlandse vlak heeft Boudewijn het grafelijke gezag verstevigd door het territoriale bestuur te reorganiseren (kasselrijen in plaats van gouwen) en de bevoegdheden van de kloostervoogden in te krimpen (mede door de invloed van de kerkelijke hervormingsbeweging van Richard van Saint-Vanne). Om het dunbevolkte en ongecultiveerde centrale gedeelte van zijn graafschap beter te verbinden met de rijke steden, die zich aan de kust en de Schelde ontwikkelden, legde hij een gordel van nieuwe steden aan in Binnen-Vlaanderen: Torhout, Ieper, Mesen, Rijsel, Kassel en Ariën. Deze nieuwe stichtingen werden hoofdplaats van een kasselrij en kregen een jaarmarkt om de kooplieden aan te trekken. 
Boudewijn V overleed op 1 september 1067 en werd begraven in de Sint-Pietersabdij te Gent. Na zijn dood trok zijn weduwe Adela zich als non terug in een klooster te Mesen, waar zij in 1079 overleed.

## Huwelijk en kinderen
Boudewijn was zoon van Boudewijn IV en Otgiva van Luxemburg.
Boudewijn en Adela van Mesen, gehuwd in 1028, kregen de volgende kinderen:
1. Boudewijn VI van Vlaanderen
2. Mathilde van Vlaanderen
3. Robrecht I van Vlaanderen

## Voorouders
| Boudewijn V van Vlaanderen (1013-1067) | Vader: Boudewijn IV van Vlaanderen (980-1035) | Grootvader: Arnulf II van Vlaanderen (960-988) | Overgrootvader: Boudewijn III van Vlaanderen (940-962) |
| Boudewijn V van Vlaanderen (1013-1067) | Vader: Boudewijn IV van Vlaanderen (980-1035) | Grootvader: Arnulf II van Vlaanderen (960-988) | Overgrootmoeder: Mathilde van Saksen (942-1008)        |
| Boudewijn V van Vlaanderen (1013-1067) | Vader: Boudewijn IV van Vlaanderen (980-1035) | Grootmoeder: Suzanna van Italië (950-1003)     | Overgrootvader: Berengarius II (900-966)               |
| Boudewijn V van Vlaanderen (1013-1067) | Vader: Boudewijn IV van Vlaanderen (980-1035) | Grootmoeder: Suzanna van Italië (950-1003)     | Overgrootmoeder: Willa van Toscane                     |
| Boudewijn V van Vlaanderen (1013-1067) | Moeder: Otgiva van Luxemburg (986-1030)       | Grootvader: Frederik van Luxemburg (965-1019)  | Overgrootvader: Siegfried van Luxemburg (922-998)      |
| Boudewijn V van Vlaanderen (1013-1067) | Moeder: Otgiva van Luxemburg (986-1030)       | Grootvader: Frederik van Luxemburg (965-1019)  | Overgrootmoeder: Hedwig van Nordgau (937-993)          |
| Boudewijn V van Vlaanderen (1013-1067) | Moeder: Otgiva van Luxemburg (986-1030)       | Grootmoeder: Irmentrude van Gleiberg           | Overgrootvader: Heribert von Gleiberg                  |
| Boudewijn V van Vlaanderen (1013-1067) | Moeder: Otgiva van Luxemburg (986-1030)       | Grootmoeder: Irmentrude van Gleiberg           | Overgrootmoeder: Irmtrud von Avalgau                   |